# Solórzano
Solórzano település Spanyolországban, Kantábria autonóm közösségben. Solórzano Hazas de Cesto, Voto, Ruesga, Entrambasaguas és Ribamontán al Monte községekkel határos. Lakosainak száma 1115 fő (2024).

## Népesség
A település népessége az elmúlt években az alábbi módon változott:
| Lakosok száma | 987  | 1056 | 1067 | 1053 | 1025 | 1002 | 1040 | 1047 | 1068 | 1115 |
|               | 2001 | 2004 | 2007 | 2009 | 2012 | 2014 | 2017 | 2019 | 2022 | 2024 |